# راكيل هورتاس
راكيل هورتاس (بالإسبانية: Raquel Huertas)‏ هي لاعب هوكي الحقل إسبانية، ولدت في 16 يوليو 1982.

## وصلات خارجية
- راكيل هورتاس على موقع أوليمبيديا (الإنجليزية)